# Jan Heijn
Jan Heijn (Amsterdam, 14 oktober 1918 – aldaar, 19 augustus 1979) was een Nederlandse schrijver en journalist. Hij publiceerde zijn werk veelal onder de naamsvarianten J. Heyn (jr.) en Jan Heyn, of onder het  pseudoniem Johan Fruytier.

## Biografie
Jan Heijn werd geboren in Amsterdam, als zoon van Jan Jacob Heijn en Johanna Bernardina Wilhelmina Francisca Fruijtier. Hij koos de achternaam van zijn moeder als pseudoniem, maar schreef ook onder zijn eigen naam. Als Jan Heyn publiceerde hij onder meer jubileumboeken en in 1958 het reisboek Wandelingen door Brussel.
Heijn was kunstredacteur van De Telegraaf. In 1956 verhuisde naar Brussel, waar hij tot 1969 werkte als correspondent van De Telegraaf. Na zijn correspondentschap van De Telegraaf werd hij hoofdredacteur van Het Beste.
In 1967 werd hij benoemd tot Ridder in de Kroonorde van België en in 1979 tot Ridder in de Orde van Oranje-Nassau.

## Publicaties

### Als Jan Heyn
- Jan Heyn: Wandelingen door Brussel. Amsterdam, Elsevier, 1958
- Jan Heyn: Mijlpaal 60: 1889-1949, 20 maart: biografie van een bedrijf, 1949 (over N.V. Pope's Draad- en Lampenfabrieken te Venlo)
- Jan Heyn: Een houten jubileum. [Jubileumboek Houthandel Rot Westzaan]. Wormerveer, Meijer, 1946
- Jan Heyn: Water over Walcheren. Beelden van leven en lijden op verdronken land. Brand, 1945
- Jan Heyn jr.: Holland hails you. Facts and figures about people, things and country for the use of the allied soldiers serving overhere at the time. The Flower Garden Press, 1945[10]
- M. Reckman & J. Heyn Jr: Vóór de persen draaien. Journalisten klappen uit de school. Amsterdam, Elsevier, 1943

### Als Johan Fruytier
- De kaersse die niet brandde... de laatste July-dagen van 1650. Amsterdam, De Witte Raaf, 1944[11]
- Hello Tommies!. Bakker, 1945[12]
- Johnnie & Co Avonturen van twee Amsterdamse jongens. Bussum, Kroonder, 1946[13]
- Twee vertalingen uit het Engels van boeken van Enid Blyton:
  - Kasteel der verschrikking, Amsterdam, Elmar [1946], vertaling van The castle of adventure[14]
  - De vallei der raadselen, Amsterdam, Elmar [1948], vertaling van The valley of adventure[15] (als Jan Heyn jr maakte hij hiervan een bewerking als vervolg-hoorspel voor de Katholieke Radio Omroep)[16]
- Inleiding in Eerste Nederlandse Sigarenbandjes-album, Amsterdam, Kolff & Co., [1952][17]

- Digitale Bibliotheek voor de Nederlandse Letteren: heyn058
- Gemeinsame Normdatei: 1074039580
- International Standard Name Identifier: 0000 0003 8540 8285
- Library of Congress Control Number: n00140070
- Nederlandse Thesaurus van Auteursnamen: 074049860
- Virtual International Authority File: 178085655